# Zweden op het Eurovisiesongfestival 1991
Melodifestivalen 1991 was de 30ste editie van de liedjeswedstrijd die de Zweedse deelnemer voor het Eurovisiesongfestival oplevert. Er werden 1323 liedjes ingestuurd waarvan er 10 geselecteerd werden. De winnaar werd bepaald door de regionale jury's. Carola won met het nummer Fångad av en stormvind. Op het Eurovisiesongfestival 1991 werd ze 1ste en zo haalde Zweden de 3de overwinning binnen.
Voor Carola was het de 2de deelname aan het songfestival, in 1983 was ze al eens derde.

## Uitslag
| Nr. | Artiest           | Lied                     | Songwriters                                             | Ptn | Plaats |
| --- | ----------------- | ------------------------ | ------------------------------------------------------- | --- | ------ |
| 1   | Laila Dahl        | Annie                    | Arne Höglund                                            | 33  | 4de    |
| 2   | Pernilla Wahlgren | Tvillingsjäl             | Lena Philipsson                                         | -   | -      |
| 3   | Diana Nuñez       | Kärlekens dans           | Christina Beijbom, Lars Beijbom                         | -   | -      |
| 4   | John Ekedahl      | Stanna du i dina drömmar | John Ekedahl                                            | -   | -      |
| 5   | Jessica Wimert    | Änglar                   | Per Andréasson, Anders Dannvik                          | -   | -      |
| 6   | Towe Jaarnek      | Ett liv med dig          | Ingela 'Pling' Forsman, Bobby Ljunggren, Håkan Almqvist | 46  | 2de    |
| 7   | Jim Jidhed        | Kommer du ihåg mig?      | Peter Karlsson, Joakim Hagleitner                       | 45  | 3de    |
| 8   | Carola Häggkvist  | Fångad av en stormvind   | Stefan Berg                                             | 78  | 1ste   |
| 9   | Tove Naess        | Låt mig se ett under     | Stefan Berg                                             | 29  | 5de    |
| 10  | Sharon Dyall      | Ge mig ett svar          | Pål Svenre, Linus Bergström                             | -   | -      |

### Jurering
| Lied                   | Luleå | Örebro | Umeå) | Norrköping | Falun | Karlstad | Sundsvall | Växjö | Stockholm | Göteborg | Malmö | Totaal |
| ---------------------- | ----- | ------ | ----- | ---------- | ----- | -------- | --------- | ----- | --------- | -------- | ----- | ------ |
| Annie                  | 4     | 6      | 6     | 2          | 1     | 4        | 1         | 2     | 1         | 2        | 4     | 33     |
| Ett liv med dig        | 2     | 1      | 2     | 8          | 6     | 6        | 2         | 4     | 8         | 6        | 1     | 46     |
| Kommer du ihåg mig?    | 6     | 2      | 8     | 6          | 2     | 2        | 6         | 1     | 2         | 4        | 6     | 45     |
| Fångad av en stormvind | 8     | 8      | 4     | 4          | 8     | 8        | 8         | 8     | 6         | 8        | 8     | 78     |
| Låt mig se ett under   | 1     | 4      | 1     | 1          | 4     | 1        | 4         | 6     | 4         | 1        | 2     | 29     |

## In Rome
In Italië moest Zweden optreden als 8ste, voor Frankrijk en na Luxemburg. Aan het einde van de puntentelling was Zweden 1ste geworden met een totaal van 146 punten.
Men ontving 4 maal het maximum van de punten
Men ontving van België 10 punten en Nederland nam niet deel in 1991.

### Gekregen punten

#### Finale
| 12 punten                                                | 10 punten                                               | 8 punten              | 7 punten    | 6 punten                         |
| -------------------------------------------------------- | ------------------------------------------------------- | --------------------- | ----------- | -------------------------------- |
| - Denemarken - Duitsland - IJsland - Verenigd Koninkrijk | - België - Israël - Oostenrijk - Portugal - Zwitserland | - Finland - Noorwegen | - Luxemburg | - Cyprus - Joegoslavië - Turkije |
| 5 punten                                                 | 4 punten                                                | 3 punten              | 2 punten    | 1 punt                           |
|                                                          | - Spanje                                                | - Ierland             |             |                                  |

### Punten gegeven door Zweden

#### Finale
Punten gegeven in de finale:
| 12 punten | Malta       |
| 10 punten | IJsland     |
| 8 punten  | Zwitserland |
| 7 punten  | Portugal    |
| 6 punten  | Israël      |
| 5 punten  | Frankrijk   |
| 4 punten  | Spanje      |
| 3 punten  | Denemarken  |
| 2 punten  | België      |
| 1 punt    | Luxemburg   |